# Красний Алтай
Кра́сний Алта́й (рос. Красный Алтай) — селище у складі Родинського району Алтайського краю, Росія. Входить до складу Центральної сільської ради.

## Населення
Населення — 432 особи (2010; 454 у 2002).
Національний склад (станом на 2002 рік):
- росіяни — 86 %